# Церква святого великомученика Димитрія (Боришківці)
Церква святого великомученика Димитрія в Боришківцях — парафія і храм греко-католицької громади Мельнице-Подільського деканату Бучацької єпархії Української греко-католицької церкви в селі Боришківці Чортківського району Тернопільської области.

## Історія церкви
Церква збудована в 1872 році та добудована в 1928 році. До 1946 року вона була греко-католицькою. У 1990 році релігійна громада та храм повернулися в лоно УГКЦ.
У радянський період у селі діяла підпільна греко-католицька громада, яку обслуговував о. Назаревич, проводячи богослужіння у своїй хаті.
Наразі богослужіння для греко-католиків відбуваються на проборстві, оскільки основний храм належить громаді ПЦУ. З 1990 по 1995 рік Літургії для греко-католиків служили біля церкви або біля хрестів. Теперішнє приміщення на проборстві парафіяни вважають своїм храмом, який вони облаштували за власні кошти.
При парафії діють:
- Братство «Апостольство молитви».
- Спільнота «Матері в молитві».
- Свічкове братство.

## Парохи
- о. Франко Назаревич,
- о. Василь Сосновський (1898—1904),
- о. Констатин Красій (1901—1939),
- о. Іван Деркевич (1939—1946).
- о. Володимир Бибик (до 1959),
- о. Богдан Назаревич (1959—1982),
- о. Карпинський,
- о. Василь Семенюк,
- о. Павло Репела,
- о. Іван Сеньків,
- о. Тарас Сеньків,
- о. Дмитро Долішняк,
- о. Тарас Загородний,
- о. Василь Мацик,
- о. Володимир Михайлюк,
- о. Юрій Яновський,
- о. Андрій Сеншин,
- о. Святослав Жаб'юк,
- о. Володимир Крушинський (з 2007).